# 沼垂駅
沼垂駅（ぬったりえき）は、かつて新潟県新潟市中央区沼垂東六丁目にあった日本貨物鉄道（JR貨物）信越本線（貨物支線）の貨物駅である。

## 駅概要
ENEOS新潟事業所（旧・新日本石油加工新潟工場）の西側にあった地上駅。末期は小さな操車場が残るのみとなっていた。
2004年（平成16年）ごろまでは、新日本石油加工新潟工場へ至る専用線が駅から分岐し、当駅には根岸駅より石油類が到着していた。また濃硫酸の到着もあり、当駅でタンク車からタンクローリーへの詰め替えを行っていた。
ENEOS新潟事業所は1999年（平成11年）4月までは新潟製油所を名乗り、石油精製を行っていた。そのため当駅から甲信越地方や東北地方へ向けて石油輸送が行われていたが、石油精製の終了に伴い1998年（平成10年）10月3日のダイヤ改正までに全廃された。また新潟貨物ターミナル駅が開業する1990年（平成2年）までは当駅が新潟県一帯の鉄道貨物輸送の拠点駅として機能し、複数のコンテナホームが置かれていた。

## 歴史

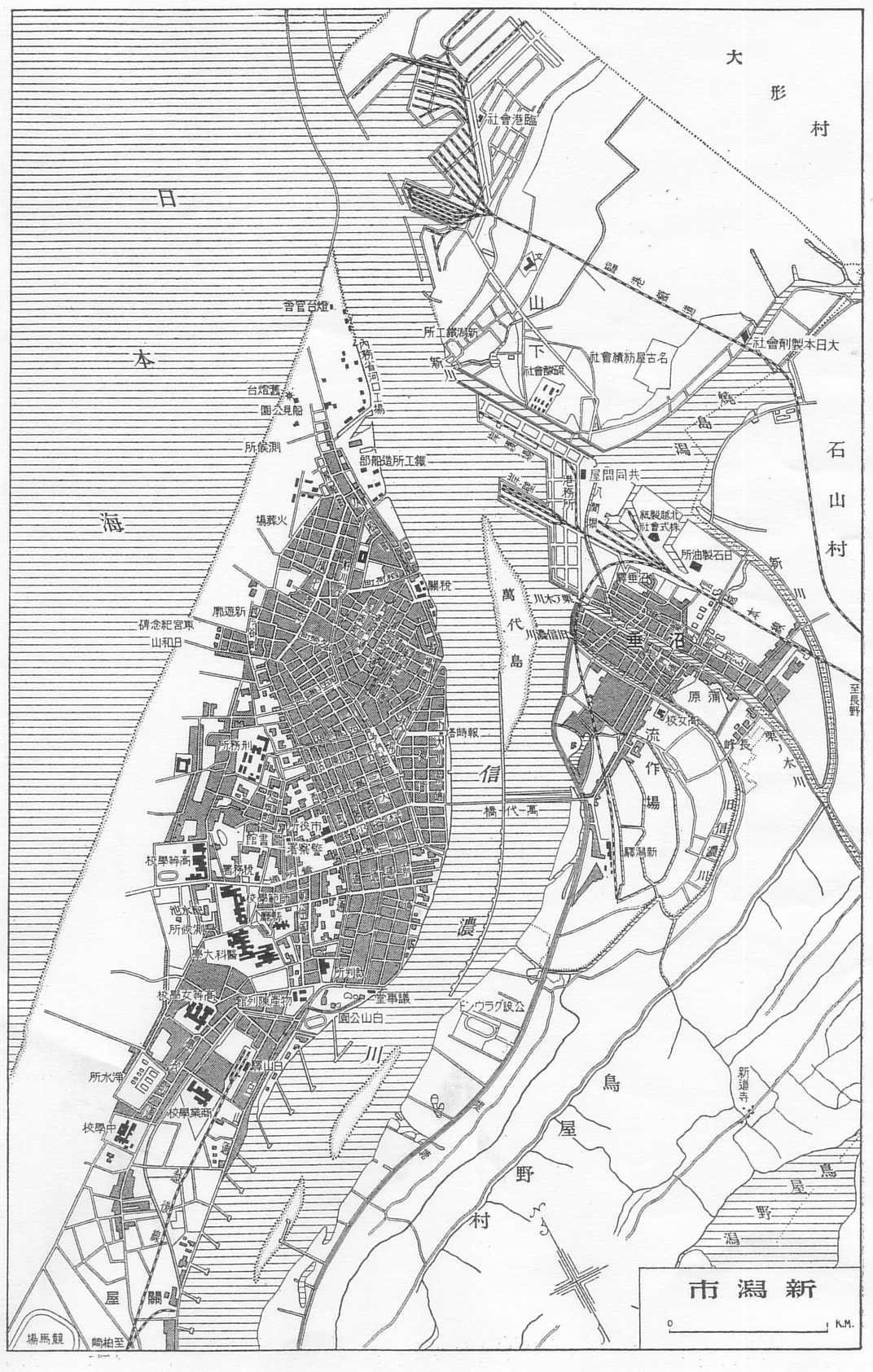
1930年頃（昭和初頭）に発行された新潟市の地図。沼垂駅は信濃川右岸、栗ノ木川と新川（現在の新栗ノ木川）に挟まれた地区にある。

新潟付近鉄道路線図

沼垂駅は1897年（明治30年）、直江津 - 新潟間の開業を目指していた私鉄、北越鉄道の終着駅として設置された。当時は旅客扱いが主であった。
駅が設置された当時、所在地の信濃川右岸は中蒲原郡沼垂町であり、新潟県庁のあった信濃川左岸とは距離的にも離れていたことが社会問題となった。当初、信濃川を挟んで西側の新潟市と、東側の沼垂町とは鉄道の敷設で壮絶な誘致合戦を繰り広げたが、当時の信濃川の川幅は約1kmと広く、鉄橋の建設に莫大な資金がかかることがネックとなったことから、信濃川右岸、萬代橋付近にある沼垂町流作場（りゅうさくば、現在の中央区万代・弁天にあたる）に「新潟駅」を設けるという折衷案で一旦は合意した。しかし、北越鉄道は地代が高い事を理由にこれを事実上拒否し当駅を終着駅とした。
新潟市側ではこれに対する反対運動が起こったものの、政府の認可が下りたことから紛糾を極め、市側の「鉄道同志会」の構成員の一部が行動を過激化。沼垂駅を評価する人を襲撃する騒ぎを起こし、更には同年11月16日の鉄道開業予定日を控えた11月11日の早朝、沼垂駅構内の機関庫と貨物庫、新栗ノ木川の鉄橋に爆弾を仕掛け、爆破する騒動にまで発展した。幸い損害は軽度で済み、開業が4日遅れただけで、運行等には大きな支障はなかった。
その後も新潟市民の鉄道誘致運動が続き、そのため北越鉄道は、沼垂駅から西に大きくカーブさせる形で線路を延長し、1904年（明治37年）、新潟駅（初代）を開業し、問題は収拾を見た。
国有化後は信越本線の駅となり、沼垂地区の旅客駅として、また港湾・工場地帯への通勤駅として重宝されたが、1958年（昭和33年）、新潟駅が現在の位置に移転した際に旅客営業を廃止、貨物駅となった。
なお線路は新潟港（西港）中央埠頭方面へも伸びていたが、1986年（昭和61年）に廃止されている。かつては上沼垂信号場からまっすぐレールが伸びていたが、信越本線・白新線がそれぞれ複線となるなどし、規模の縮小により東へ曲がっている格好になっていた。

### 年表
- 1897年（明治30年）11月20日：北越鉄道線一ノ木戸 - 沼垂間開通時に開業。一般駅[1]。
- 1900年（明治33年）3月11日：電報取扱開始[2]。
- 1904年（明治37年）5月3日：北越鉄道線が旧・新潟駅まで延伸[3]。
- 1907年（明治40年）8月1日：北越鉄道が国有化、帝国鉄道庁の駅となる[4]。
- 1942年（昭和17年）4月1日：新潟港駅までの貨物支線が開業[5]。
- 1958年（昭和33年）4月29日：新潟駅が上沼垂 - 万代間の貨物支線上に移転、旧・新潟駅までの旧線は廃線[6]。旅客営業を廃止し、貨物駅となる[6]。
- 1964年（昭和39年）10月1日：小荷物の取扱を開始[6]。
- 1967年（昭和42年）7月1日：自動車輸送基地完成、3日から積み降ろし開始[7]。
- 1968年（昭和43年）10月1日：小荷物の取扱を廃止[6]。
- 1985年（昭和60年）3月14日：大阪貨物ターミナル - 当駅間に初のコンテナ枠買い切り列車運転開始[8]。
- 1986年（昭和61年）10月20日：新潟港までの貨物支線廃止、終端駅となる。
- 1987年（昭和62年）
  - 4月1日：国鉄分割民営化によりJR貨物の駅となる[6]。
  - 7月31日：大阪貨物ターミナル - 当駅間でピギーバック輸送開始[9]。
- 1989年（平成元年）6月22日：東京へのピギーバック輸送開始、運行開始セレモニー挙行[10]。
- 1990年（平成2年）3月10日：貨物取扱業務の大半を新潟貨物ターミナル駅へ移管。
- 2008年（平成20年）3月15日：ダイヤ改正により、貨物列車の設定廃止。末期は機関車のみの錆取り列車となっていた。
- 2010年（平成22年）3月25日：上沼垂信号場 - 当駅間の運輸営業廃止に伴い廃駅となる[11]。

### 鉄道唱歌
鉄道唱歌北陸編で、大和田建樹は上野駅から当駅を目指して出発し、42番に当駅が登場する。その後は佐渡に立ち寄った後、直江津に戻り、直江津から渡船で富山の伏木を目指す。
- もみぢは新津秋葉山 櫻は龜田通心寺 わするな手荷物傘鞄 はやこゝなるぞ沼垂は

## 利用状況
- 1972年度 - 車扱 下り発送87トン、下り到着446,682トン、上り発送793,844トン
- 1993年度 - 発送 666,436トン、到着不明
- 1994年度 - 発送 657,774トン、到着不明
- 1995年度 - 発送 602,309トン、到着不明
- 1996年度 - 発送 641,680トン、到着不明
- 1997年度 - 発送 449,729トン、到着不明
- 1998年度 - 発送 148.6千トン、到着不明
- 1999年度 - 発送 3.9千トン、到着不明
- 2000年度 - 発送 3.2千トン、到着不明
- 2001年度 - 発送 1.8千トン、到着不明
- 2002年度 - 発送 1.5千トン、到着不明
- 2003年度 - 発送 0.7千トン、到着不明
- 2004年度 - 発送 1.3千トン、到着不明
- 2005年度 - 発送 0トン、到着不明
- 2006年度 - 発送 0トン、到着不明

## 隣の駅
日本貨物鉄道（JR貨物）
信越本線貨物支線
上沼垂信号場 - 沼垂駅
日本国有鉄道
信越本線貨物支線（1986年廃止区間）
沼垂駅 - 新潟港駅
信越本線（旧線）
沼垂駅 - （旧）新潟駅